# Raphael Pires
Raphael Henrique Pires (nascido em 16 de janeiro  de  1997 em Cascavel, no Estado do Paraná) é um ciclista brasileiro, membro da equipa Funvic-São José costas Campos.

## Biografia
Em 2015, Raphael Pires torna-se Campeão do Brasil da contrarrelógio juniores.
Ele integrou em 2017 o efectivo do equipa continental profissional Soul Brasil. A revelação de três controles positivos em seu efectivo (João Gaspar, Kléber Ramos e Ramiro Rincón), em menos de dois mêses, treina não obstante a suspensão de todas competições internacionais para a formação até 12 de fevereiro. Fez parte de oito corredores da equipa seleccionada em março para participar na Volta à Catalunha.

## Palmarés em estrada
- 2015
  -  Campeão do Brasil da contrarrelógio juniores
  - 2.º do campeonato do Brasil em estrada juniores
- 2017
  - 2.º do campeonato do Brasil em estrada esperanças

## Classificações mundiais
| Ano              | 2017   |
| UCI America Tour | 296.º. |